# 흘루히우
흘루히우(우크라이나어: Глухів, 러시아어: Глухов 글루호프[*])는 우크라이나 수미주에 위치한 도시로, 면적은 84km2, 인구는 35,800명(2001년 기준)이다.
992년 키예프 루시가 요새를 건설하면서 신설되었지만 13세기 몽골 제국의 침공으로 파괴되었고 14세기 리투아니아 대공국의 지배를 받게 된다. 1503년 모스크바 대공국에 편입되었으며 1618년 폴란드-리투아니아 연방에 편입되었다. 1644년 자치권을 부여받았다.

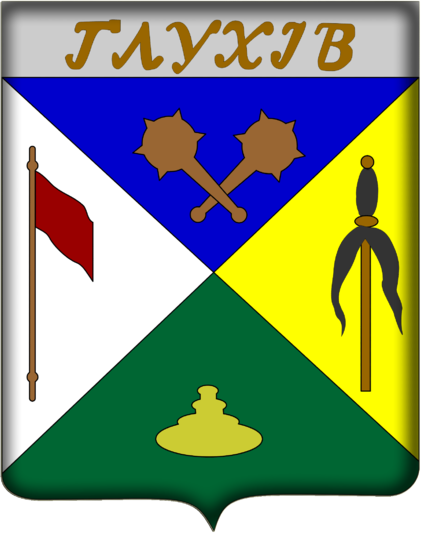
문장

## 사진

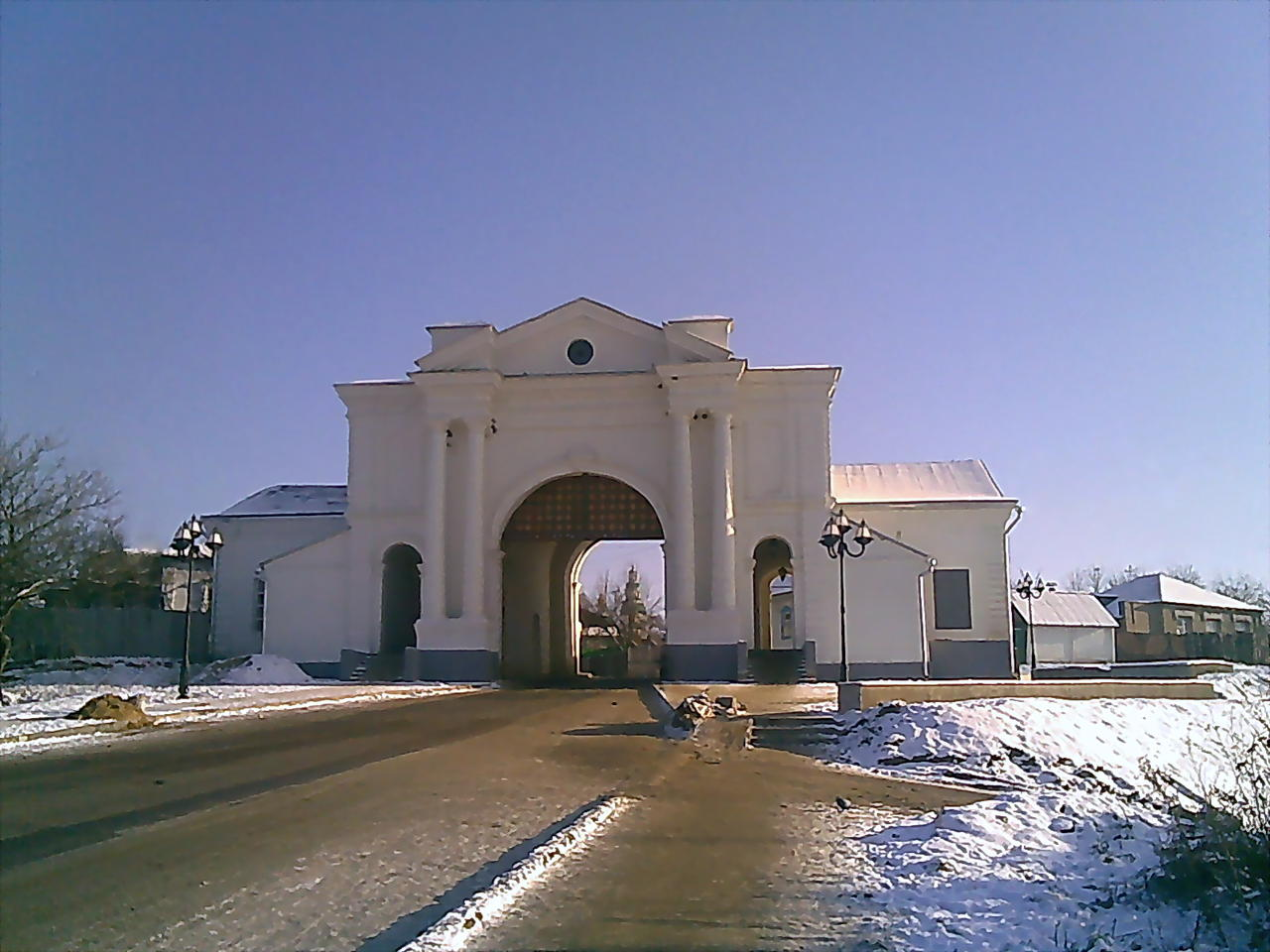
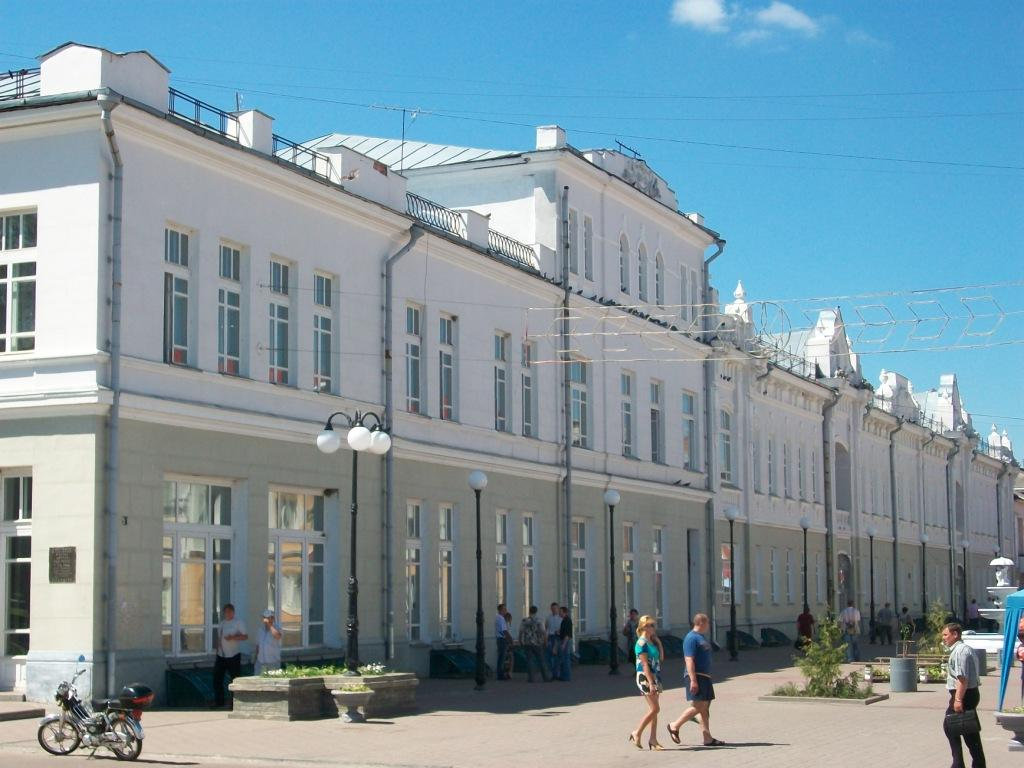
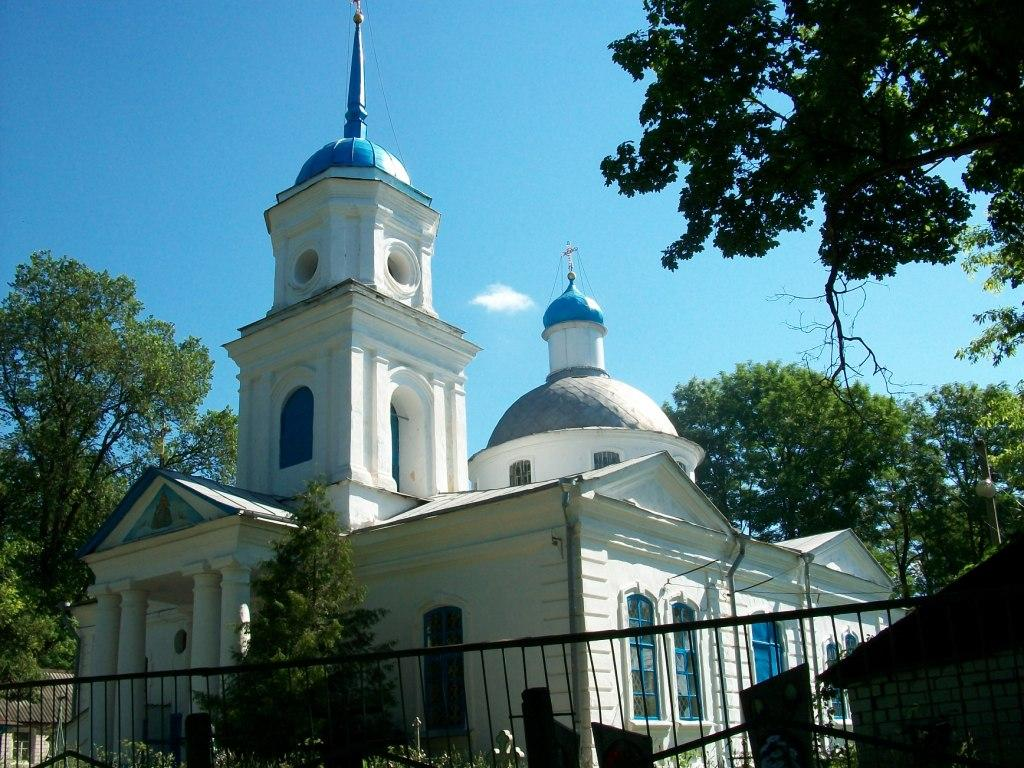
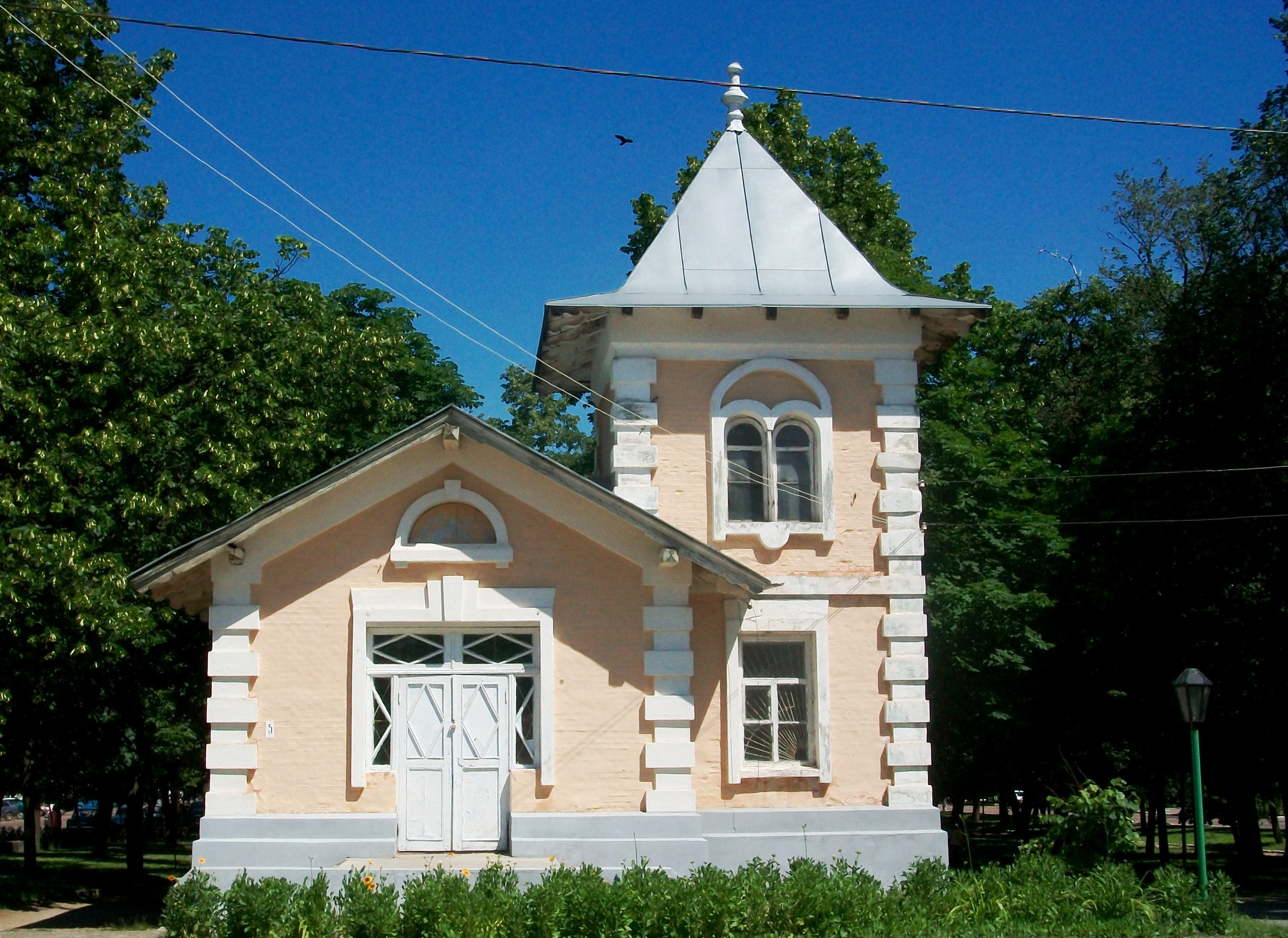
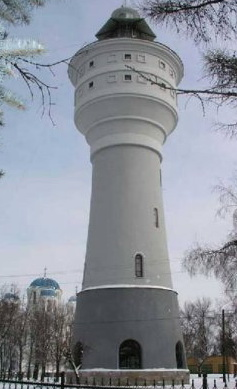
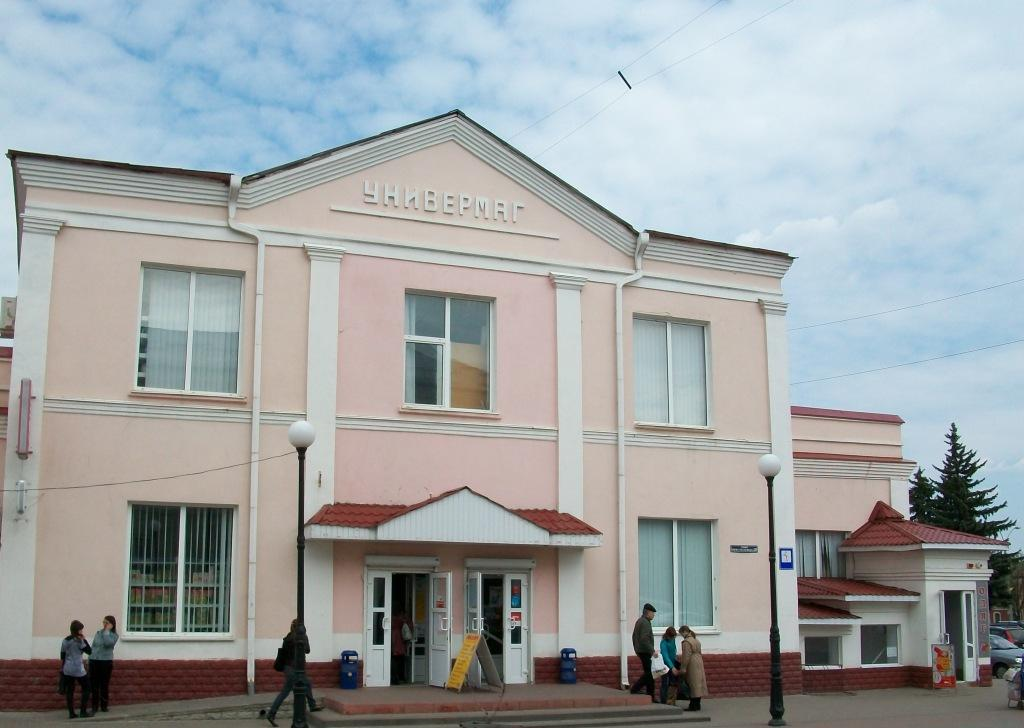
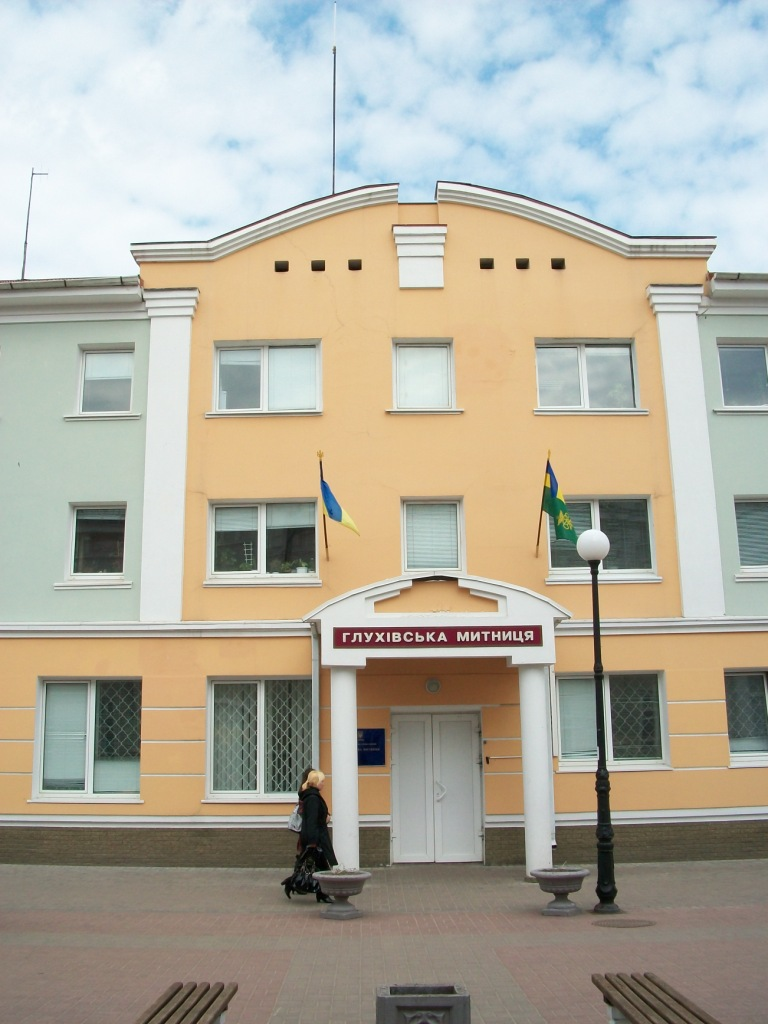
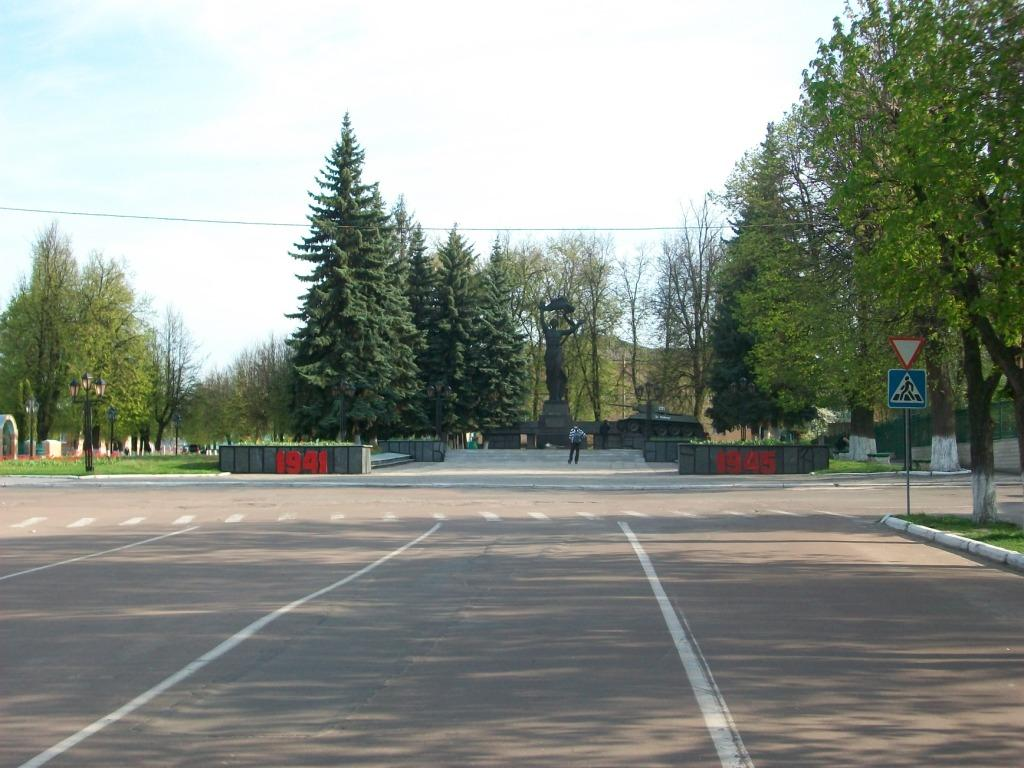
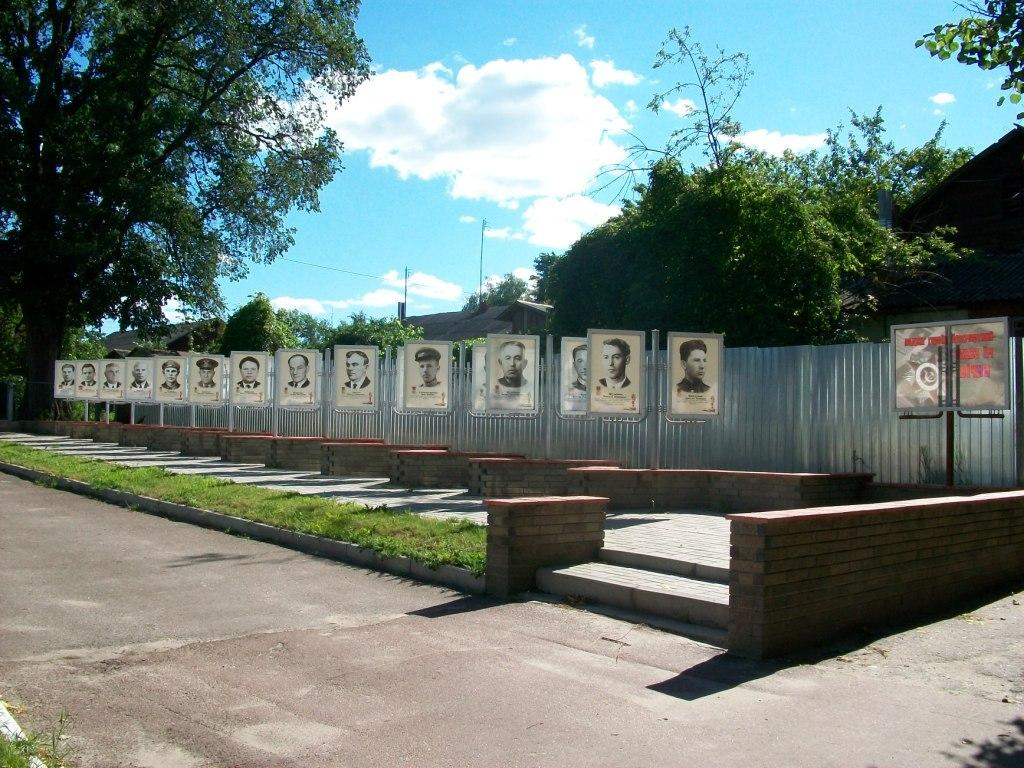
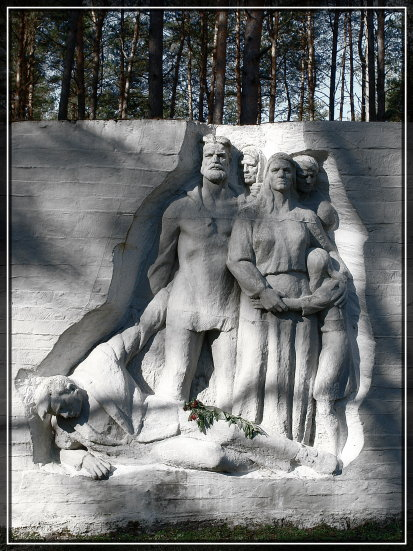
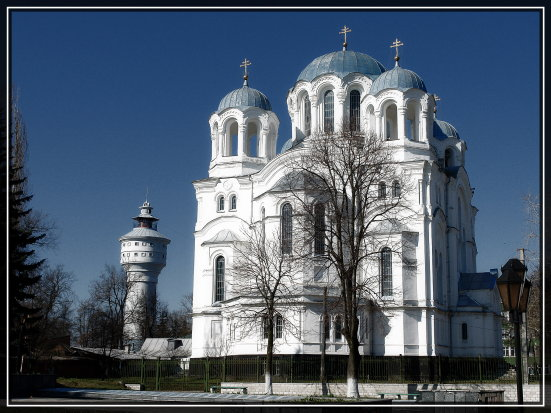
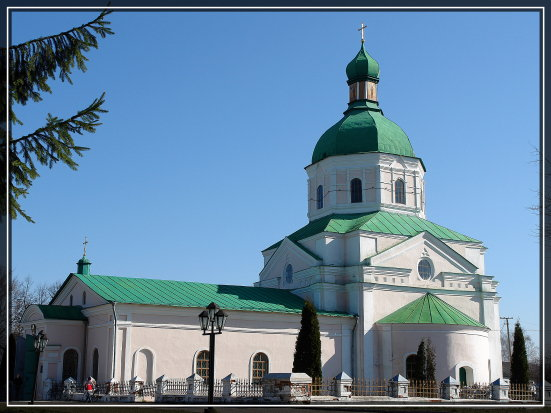
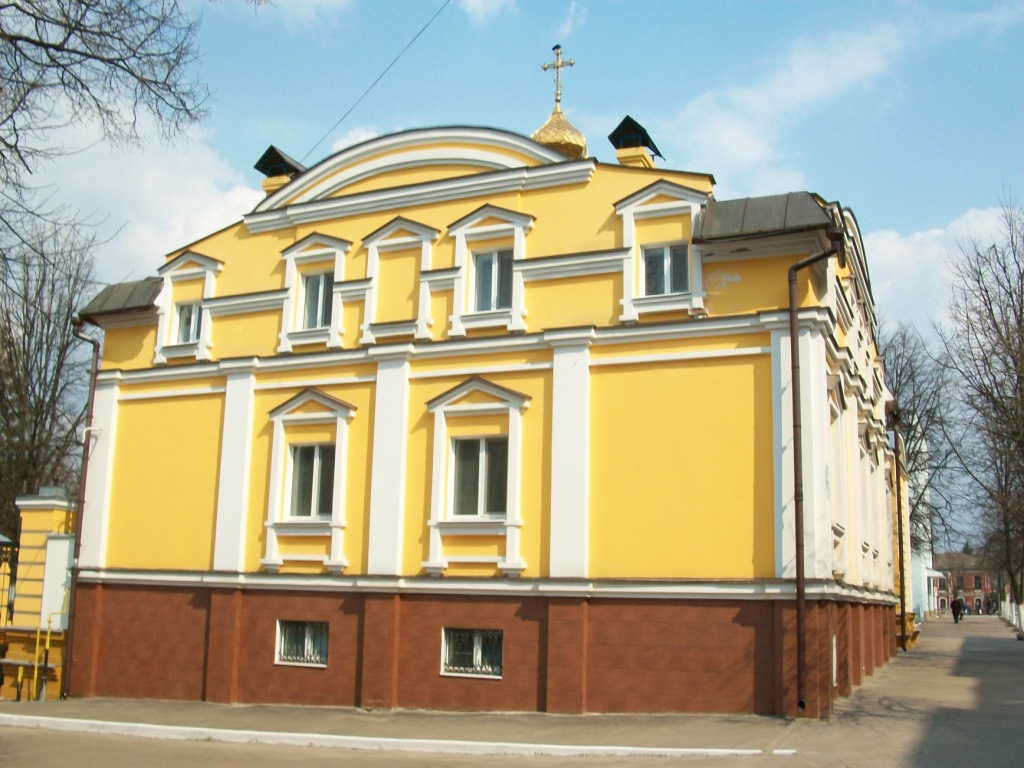
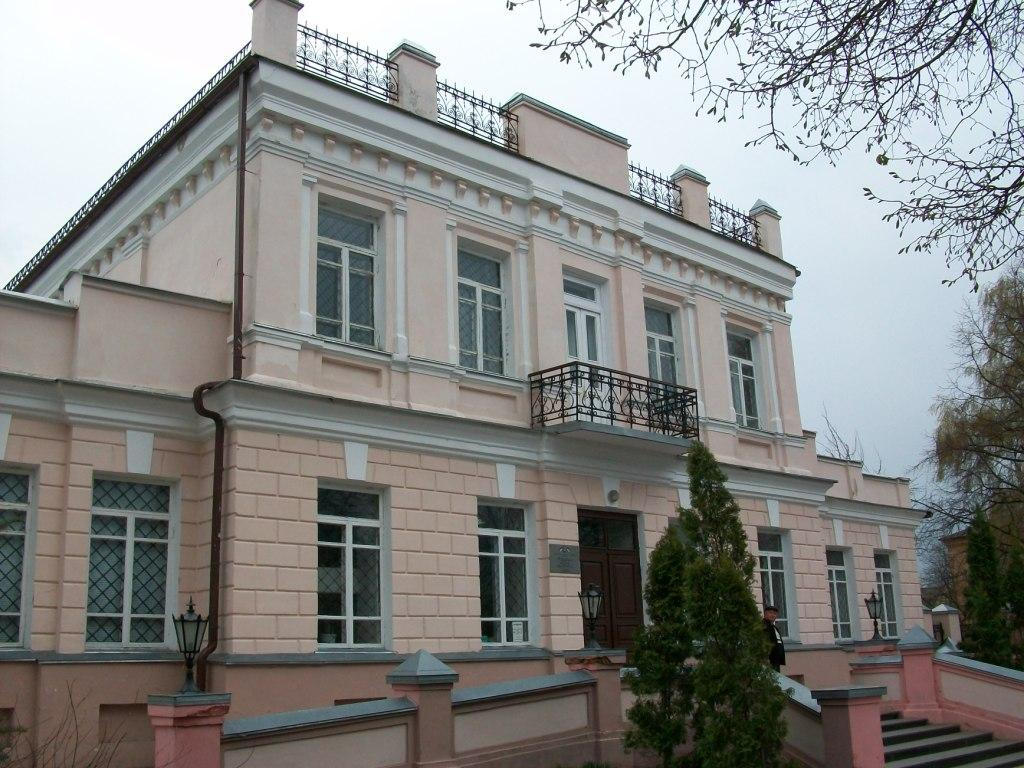
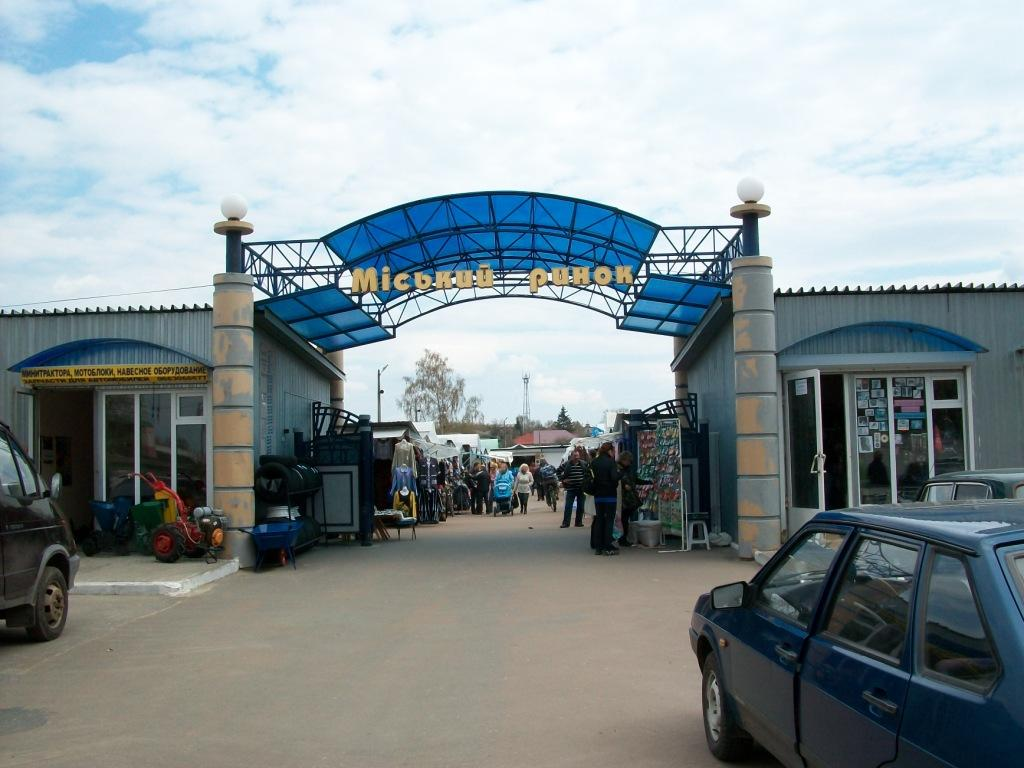
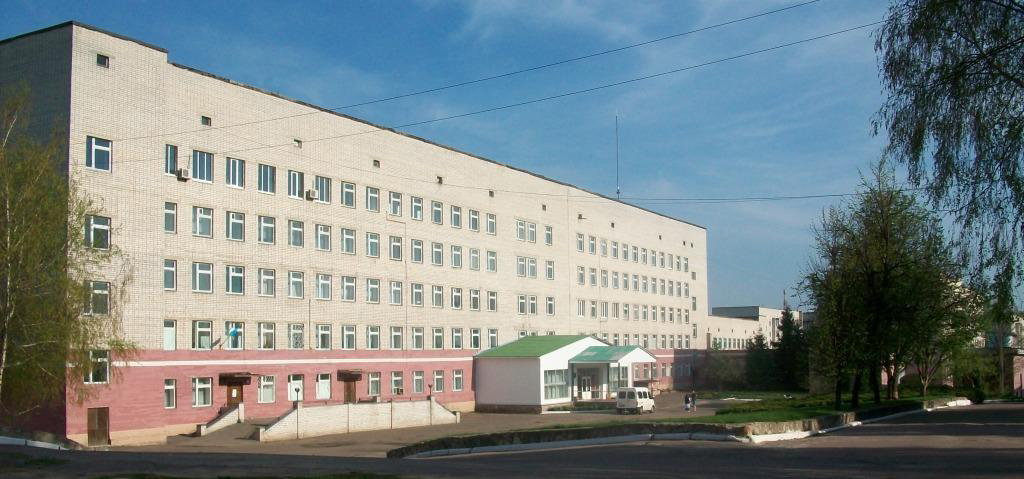
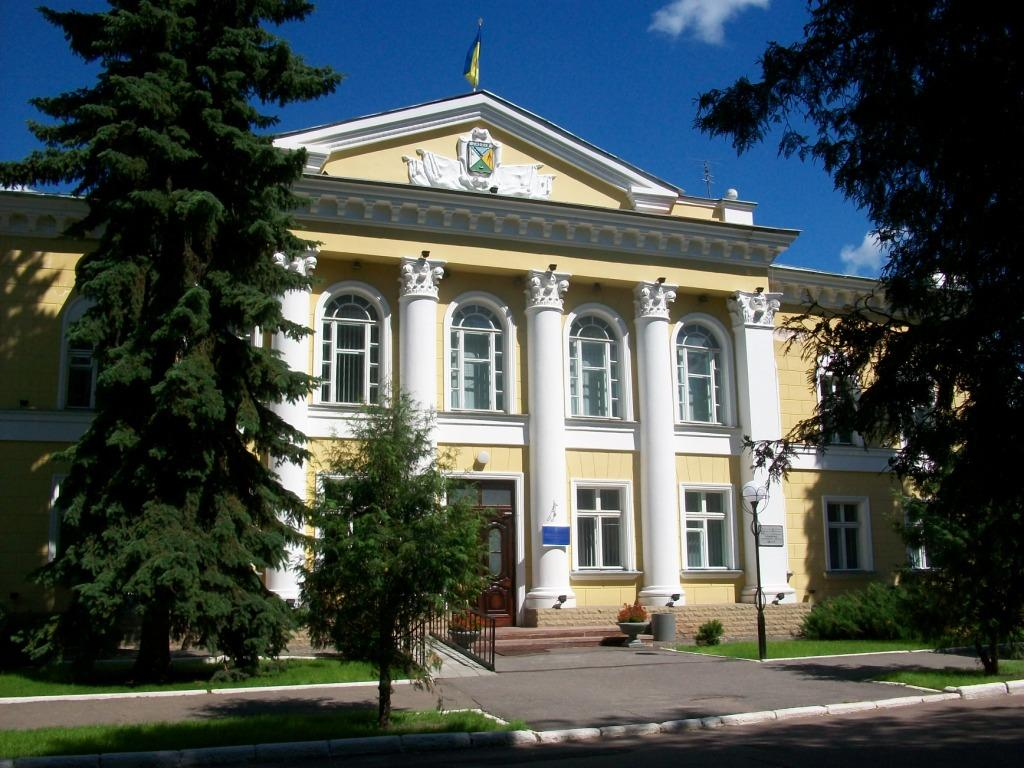
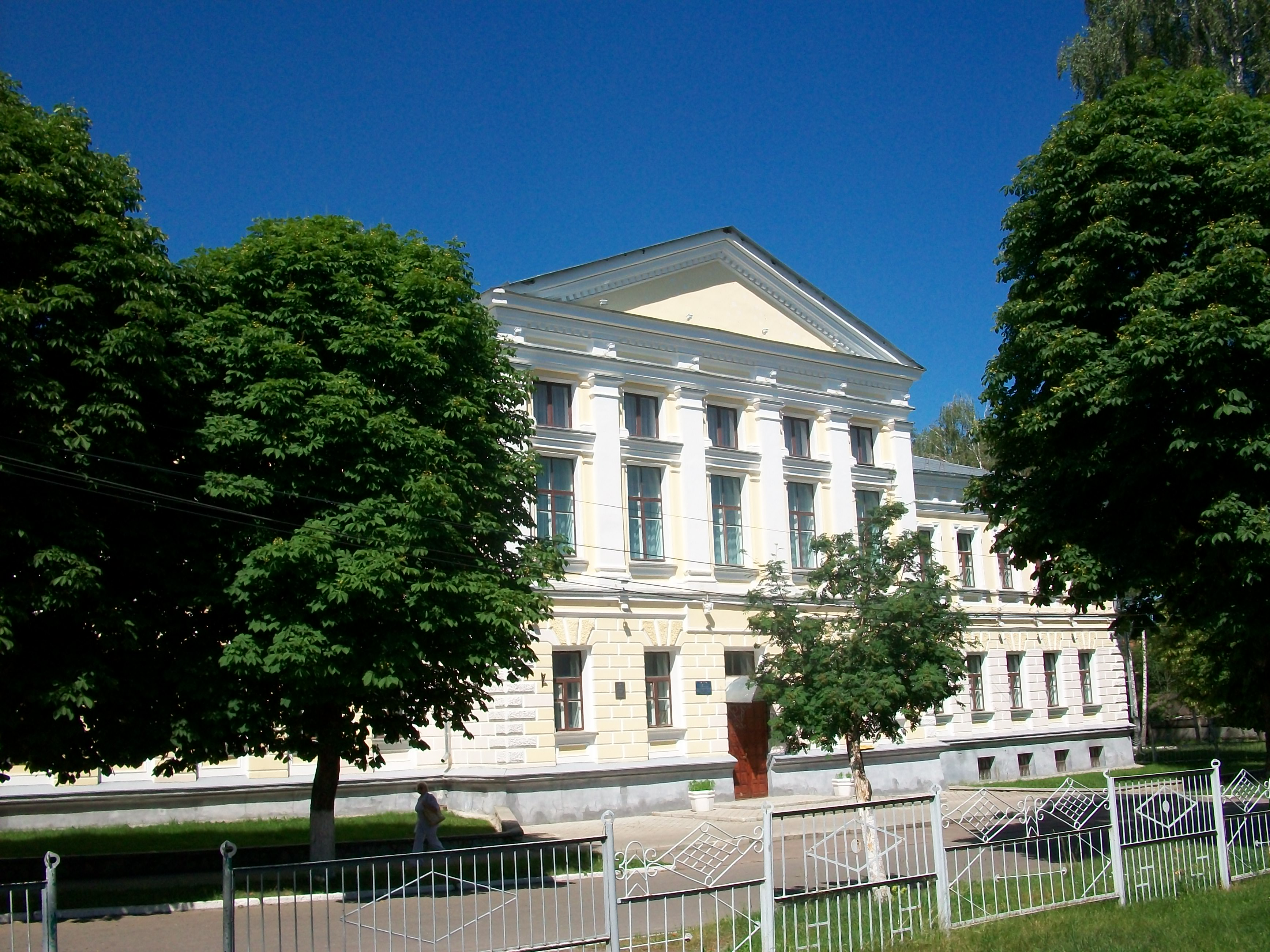
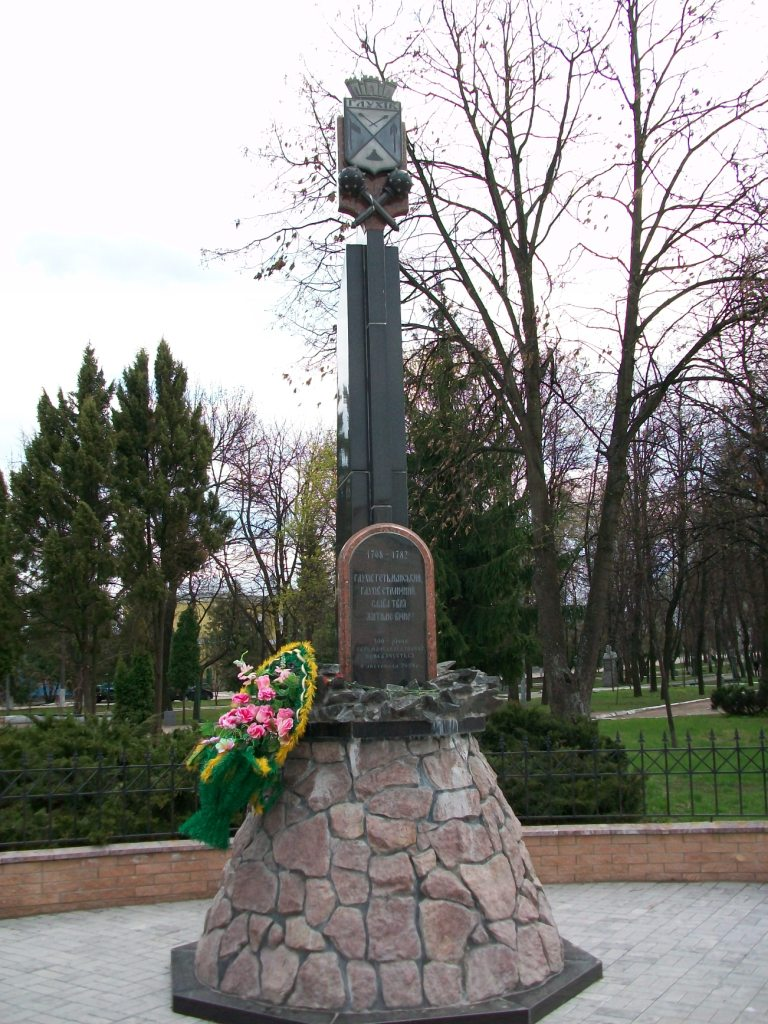
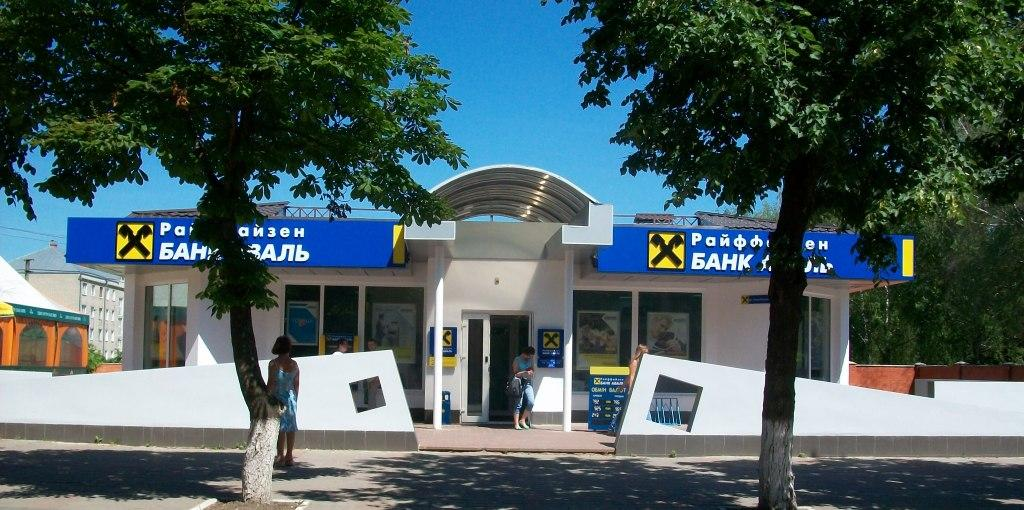